# Кастелан (стадіон)
Каштелан, офіційна назва стадіону Ештадіу Пласіду Адералду Каштелу (порт. Estádio Governador Plácido Castelo; Castelão) — футбольний стадіон в Бразилії, розташований в Форталезі. Стадіон відкрито 11 листопада 1973 року в Форталезі, штат Сеара. Є домашнім стадіоном для команд Сеара і Форталеза.
Влітку 2014 року арена приймала матчі Чемпіонату світу з футболу 2014.